# نماد بین‌المللی دسترسی

نماد بین‌المللی دسترسی

نماد بین‌المللی دسترسی (ISA) که همچنین با عنوان نماد (بین‌المللی) صندلی چرخدار هم شناخته می‌شود، یک نشانه استاندارد است که دسترسی معلولان به امکانات و راه‌های یک محل خاص را نشان می‌دهد. نماد دسترسی، متشکل از یک مربع به رنگ آبی است که درون آن شکل یک صندلی چرخدار و فرد معلول روی آن به رنگ سفید قرار دارد. نشانه ویلچر به عنوان یک استاندارد بین‌المللی با با کد ISO 7001 متعلق به کمیته توانبخشی بین‌المللی (RI) کمیسیون بین‌المللی فناوری و دسترسی (ICTA) است.

## تاریخچه
نماد معلولین (ISA) در سال ۱۹۶۸ توسط دانشجوی طراحی دانمارکی سوزان کوفوئد Koefoed طراحی شد. این شکل برای اولین بار در یک کنفرانس طراحی رادیکال مربوط به سازمان دانشجویان اسکاندیناوی (SDO) ارائه شد.

## کاربردها
وجود نماد دسترسی معلولین در هر محل اغلب نشان دهنده بهسازی آنجا و امکان دسترسی معلولان به آن بخش است. هرچند شکل این نماد دسترسی افراد معلول روی ویلچر را نشان می‌دهد اما معمولاً همه انواع معلولان حرکتی و ناتوانان را شامل می‌شود. غالباً نماد دسترسی، نشان دهنده حذف موانع زیست‌محیطی مانند پله هاست که باعث کمک به معلولان، افراد مسن، مادران باردار و دارای فرزند و مسافران می‌شود.
کاربردهای خاص نماد دسترسی:
- جای پارک ویژه معلولین
- خودروی ویژه معلولین یا دارای راننده معلول
- دستشویی ویژه افراد دارای ویلچر
- دکمه فعال سازی یک درب خودکار
- ایستگاه یا وسیله نقلیه مناسب معلولان
- مسیر یا محل عبور خودروهای معلولان

کدر ISA در یونیکد codepoint U+267F های است که به این شکل نشان داده می‌شود: ♿

## اصلاحات در نشانه دسترسی

اصلاح ISA

برخی از فعالان مدافع معلولان و افراد ناتوان در نشانه دسترسی تغییراتی داده‌اند. برای مثال سارا هندرن و بریان گلن آیکون‌های جدیدی طراحی کردند که بیشتر از ویلچر، نقش فرد ناتوان را در نماد برجسته می‌کند به صفحه نمایش فعال درگیر تصویر با تمرکز بر روی فرد با ناتوانی است.